# Sophia Elizabeth Peeters
Sophia Elizabeth Peeters (Sint-Pauwels, 30 juni 1833 – Sint-Niklaas, 12 januari 1916), ook bekend als Vrouw Weyn, was een prominente figuur in de folklore van het Wase gebied. Ze vertelde en schreef over verhalen, liederen, en gedichten uit de streek van Sint-Niklaas.

## Vroege leven
Sophia Elizabeth Peeters werd geboren op 30 juni 1833 in Sint-Pauwels als dochter van een Nederlandse schaapherder en een boerendochter uit Belsele. Haar moeder overleed toen ze slechts twaalf dagen oud was, waarna ze opgroeide bij haar grootouders aan moederszijde. Sophia's jeugd werd gekenmerkt door de verhalen die rond het haardvuur werden verteld, verhalen over heksen, duivels en andere bovennatuurlijke wezens die haar grootouders deelden.

## Huwelijk
Op 16 juni 1858 trouwde Sophia met Ludovicus Franciscus Weyn (1827–1917), een landbouwer uit Sint-Niklaas. Samen kregen ze elf kinderen en vestigden ze zich op de boerderij van Ludovicus' ouders in de wijk Kleibeke in Sint-Niklaas.

## Verhalenvertelster en schrijfster
Sophia, of Vrouw Weyn, groeide uit tot een bekende verteller in haar omgeving. Ze had een fenomenaal geheugen en kon talloze verhalen, liederen, en gedichten uit haar hoofd vertellen. Rond 1890 begon ze te schrijven, wat opmerkelijk was gezien haar beperkte scholing. Ze schreef in een heel persoonlijke stijl over diverse volkskundige onderwerpen, waaronder sagen, legenden, liederen, gedichten, gebeden, weerspreuken en kennis van planten en kruiden. De meeste teksten schreef ze neer in schoolschriften (cahiers), maar geregeld namen ze de vorm aan van brieven.
Sophia Peeters leverde talrijke bijdragen aan het volkskundig tijdschrift Vlaamsche Zanten, dat in 1899 werd gesticht door uitgever Alfons Janssens en hoofdredacteur Jozef Van Vlierberghe.

## Invloed en erkenning
Haar talent en kennis trokken de aandacht van lokale notabelen zoals Alfons Janssens (1841–1906), een textielfabrikant en Vlaamsgezinde katholieke volksvertegenwoordiger, en priester Amaat Joos (1855–1937), directeur van de Bisschoppelijke Normaalschool van Sint-Niklaas, die haar volkskundige kennis gebruikte voor zijn Waasch Idioticon (1900), een dialectwoordenboek van het Waasland.
In juli 1895 bezocht de beroemde West-Vlaamse priester-dichter Guido Gezelle (1830–1899) Sophie Weyn op haar hoeve omdat zij "oude spreuken, recht -en bijgeloovigheid van 't volk opschreef en naar het tijdschrift Biekorf inzond". Sophia beschreef het bezoek van Gezelle later in een uitgebreid verslag van dertig bladzijden waarin ze elk detail van die bijzondere dag reconstrueerde. Vijf jaar later, in 1900, kwam er nog een tweede West-Vlaamse priester bij haar over de vloer: Hugo Verriest (1840–1922), oud-leerling van Gezelle.

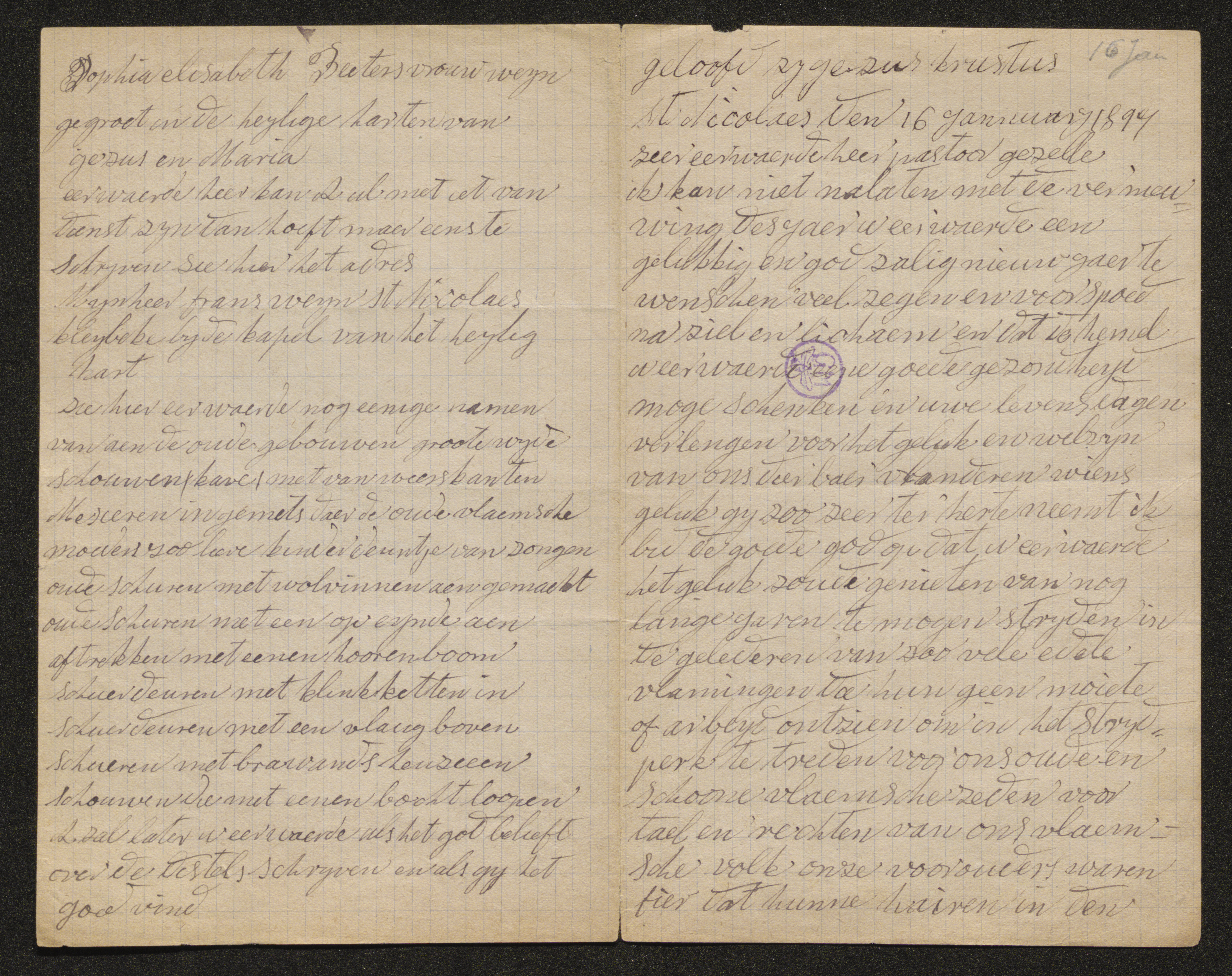
Brief van Sophia Peeters aan Guido Gezelle (Sint-Niklaas, 16 januari 1897). Openbare Bibliotheek Brugge, Guido Gezellearchief, 6843

Na haar dood op 12 januari 1916 bleef Sophia's nalatenschap voortleven in de geschriften die ze achterliet. Hoewel een aanzienlijk deel van haar werk verloren ging, is er ook heel wat informatie bewaard gebleven dankzij de publicatie van haar teksten in de boeken van Amaat Joos en Alfons Janssens, in contemporaine tijdschriften als Volkskunde, Biekorf en Vlaamsche Zanten en dankzij Marcellijn Dewulf (1898–1980) en Theo Penneman, in recentere publicaties als het collegetijdschrift Ic Hou.
De Openbare Bibliotheek Brugge bewaart een brief van vrouw Weyn aan Guido Gezelle en enkele van haar schriftjes.

## Gedenkplaat
Sophia Peeters wordt gezien als een van de belangrijkste figuren in de Wase folklore, die met haar werk een belangrijke bijdrage heeft geleverd aan het behoud van volksverhalen en tradities.
Op donderdag 7 juli 2016, 100 jaar na haar dood, werd een gedenkplaat onthuld ter ere van Vrouw Weyn in De Salons van Sint-Niklaas. Dat gebeurde in het kader van de uitreiking van de Leeuwenpenning 2016, een jaarlijks evenement van Davidsfonds Sint-Niklaas. Tijdens die uitreiking hield Luc Peleman ook een lofrede ter ere van vrouw Weyn.